# Прва влада Андрије Радовића
Прва влада Андрије Радовића била је на власти од 19. јануара 1907. до 4. априла 1907. (по старом календару).

## Историја
Именовање трочланог кабинета је према једним савременицима био тежак политички удар, према другима то је био израз антибирократског размишљања и финансијске штедње.

## Чланови владе
| Функција                              | Слика     | Име и презиме    | Детаљи |
| ------------------------------------- | --------- | ---------------- | ------ |
| Предсједник Министарског Савјета      |           | Андрија Радовић  |        |
| Министар Иностраних Дјела             |           | Андрија Радовић  |        |
| Министар Војни                        | заступник | Андрија Радовић  |        |
| Министар Финансија и Грађевина        | заступник | Андрија Радовић  |        |
| Министар Унутрашњих Дјела             |           | Михаило Ивановић |        |
| Министар Правде                       |           | Гаврило Церовић  |        |
| Министар Просвјете и Црквених Послова | заступник | Гаврило Церовић  |        |